# Ranunculus victoriensis
Ranunculus victoriensis är en ranunkelväxtart som beskrevs av Briggs. Ranunculus victoriensis ingår i släktet ranunkler, och familjen ranunkelväxter. Inga underarter finns listade i Catalogue of Life.